# Giorgio Boccardo
Giorgio Davide Boccardo Bosoni (Viña del Mar, 20 de febrero de 1982) es un sociólogo, político e investigador chileno de ascendencia italiana. Desde el 8 de abril de 2025, ocupa el cargo de ministro del Trabajo y Previsión Social de su país, en el gobierno del presidente Gabriel Boric. Anteriormente se desempeñó entre marzo de 2022 y abril de 2025 como subsecretario del Trabajo de su país, bajo el gobierno del presidente Gabriel Boric. Fue presidente de la Federación de Estudiantes de la Universidad de Chile (FECh) entre 2006 y 2007.

## Biografía

### Primeros años y formación
Nació el 20 de febrero de 1982 en la ciudad chilena de Viña del Mar.
Realizó su formación primaria  en la Scuola Italiana Arturo Dell'Oro, ubicada en la comuna de Valparaíso. Continuó los superiores en 2003, ingresando a la carrera de sociología de la Universidad de Chile, tras haber estudiado ingeniería civil durante tres años en la Pontificia Universidad Católica de Valparaíso (PUCV). Posteriormente, cursó una maestría en estudios latinoamericanos y un doctorado en ciencias sociales, ambos en la Universidad de Chile.

## Trayectoria profesional y política
Durante su paso por la universidad fue miembro de la mesa directiva de la Federación de Estudiantes de esa casa de estudios (FECh) encabezada por Nicolás Grau en el período 2005-2006. Posteriormente participó como candidato para suceder a este último, representando al movimiento SurDA, siendo electo como presidente de la FECh a fines de 2006. También, fue miembro del Consejo Asesor para la Esup en 2007, y senador universitario por el período 2008-2010.
Se ha desempeñado como académico e investigador de la Facultad de Ciencias Sociales de la Universidad de Chile y como director de la Fundación Nodo XXI, este último entre 2012 y 2022. En esa fundación, lideró investigaciones sobre trabajo, opiniones de proyectos de ley en la Cámara de Diputadas y Diputados, propuestas para la Convención Constitucional y espacios de diálogo y articulación con actores sindicales.

### Subsecretario y ministro de Estado
Militante del partido Comunes, en febrero de 2022 fue designado por el presidente electo Gabriel Boric como titular de la Subsecretaría del Trabajo, función que asumió el 11 de marzo de ese año, con el inicio formal de la administración.
El 7 de abril de 2025 asumió el cargo de ministro del Trabajo y Previsión Social en calidad de subrogante, a raíz de la renuncia de la ministra titular, Jeannette Jara, quien fue proclamada como candidata presidencial por el Partido Comunista. Al día siguiente fue ratificado en el cargo.